# Droga nr 754 (Izrael)
Droga regionalna nr 754 (hebr. כביש 754) – droga regionalna położona w Dolnej Galilei, na północy Izraela. Biegnie ona z miasta Nazaret do miejscowości Kefar Kanna.

## Przebieg
Droga nr 754 przebiega przez Poddystrykt Jezreel w Dystrykcie Północnym Izraela. Biegnie południkowo z południa na północ, od miasta Nazaret do miejscowości Kefar Kanna.

### Hare Nacerat
Swój początek bierze w aglomeracji miejskiej Nazaretu, która leży w masywie górskim Hare Nacerat. Rozpoczyna się na skrzyżowaniu Hanuk z drogą nr 700, która prowadzi na północny zachód do drogi nr 79. Natomiast droga nr 754 kieruje się ze skrzyżowania Hanuk w kierunku północno-wschodnim i jako ulica ha-Galil dociera do skrzyżowania z drogą nr 75 (umożliwia dojechanie do południowej części miasta w rejon skrzyżowania z drogą nr 60). Droga nr 754 prowadzi wzdłuż opadającego zbocza, zjeżdżając z wysokości około 440 m n.p.m. do 360 m n.p.m. Na tym odcinku wije się ona krętymi zakrętami i opuszcza obszar gęstej miejskiej zabudowy Nazaretu. Następnie wykręca na północ i po około 1 km dociera do miejscowości Ar-Rajna. Przecina ją pośrodku i wykręca w kierunku północno-wschodnim, by przy wyjeździe z miasta dotrzeć do skrzyżowania z drogą nr 79 (prowadzi na wschód do miejscowości Ilut) i drogą nr 6400 (prowadzi na zachód do miasta Nof ha-Galil). Natomiast droga nr 754 prowadzi dalej na północny wschód i dociera do miejscowości Maszhad.

### Dolina Bikat Turan
Po opuszczeniu miejscowości Meszded droga nr 754 zjeżdża do niewielkiej doliny Bikat Turan, gdzie dociera do miejscowości Kefar Kanna. Po przejechaniu tego gęsto zaludnionego obszaru miejskiego dociera się do skrzyżowania z drogą nr 77 (prowadzi na wschód do miejscowości Turan i na zachód do kibucu Bet Rimmon), gdzie jest koniec drogi nr 754.